# ジョン ブル (機関車)
ジョン ブル（英: John Bull）は1831年9月15日にアメリカで運転されたイギリス製の蒸気機関車で1981年にスミソニアン協会によって運転された世界最古の走行可能な蒸気機関車である。ロバート・スティーブンソン社によって製造された「ジョン・ブル」は当初はニュージャージ州で最初の鉄道であるCamden and Amboy 鉄道でジョン ブルに1号の番号と最初の名称である"Stevens"が与えられた。C&Aでは1833年から1866年に保管のために移動するまで運用された。
1871年にC&Aの資産がペンシルベニア鉄道 (PRR)に買収された時、PRRは復元して数回公開展示を実施した。1876年の建国100周年のフィラデルフィア万国博覧会と1883年の鉄道博覧会で展示された。1884年にスミソニアン博物館が博物館の主要な産業分野の展示品として買い取った。
1939年にペンシルベニア鉄道のアルトゥーナ工場の工員らにより動態レプリカが製造された。スミソニアン協会は下の機関車を運転可能な環境で維持した。42年間は静態保存で展示されスミソニアンの理事会は1981年の150周年に火を入れたことにより、世界最古の運転可能な機関車になり、現在は実物のジョン ブルはワシントンD.C.のスミソニアンの国立アメリカ歴史博物館で静態保存で、もう一台の複製の方はペンシルベニア鉄道博物館で展示される。

## 製造と初期の使用

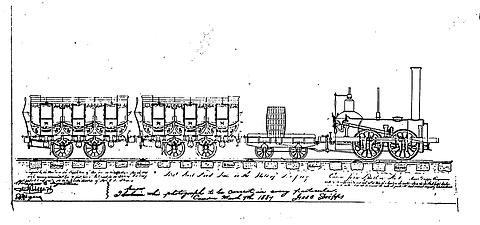
1831年の「ジョン・ブル」と列車; 1887年に Isaac Dripps によって描かれた。
(画像はスミソニアン博物館の国立アメリカ歴史博物館の収蔵品、America On The Move 展示の許諾を得て使用)

ジョン ブルはイングランドのニューカッスルでロバート・スチーブンソン・アンド・カンパニーによってニュージャージー州で最初に建設された鉄道であるCamden and Amboy 鉄道 (C&A)のために製造された。イギリスからアメリカへは船舶「アレゲニー」による大西洋経由の船便で送られ、分解した機体を木枠に入れて輸送された。C&Aの技術者のIsaac Drippsは機関車を再組み立てした。機関車を組み立てるための図面や説明書は含まれていなかったので彼の能力に依存して組み立てられ、1831年9月に初めて運転された。1831年11月12日にRobert Stevens (C&Aの社長)は速やかにニュージャージーの政治家達と地元の名士達を招いて試乗会を実施した。その招かれた人物達の中にはナポレオンの甥であるPrince Muratや彼の妻でアメリカで最初に列車に乗った女性となるために急いで乗車したCatherine Willis Grayも含まれた。
機関車は鉄道が完成するまで保管された。馬車によって建設工事は1833年まで続いた。C&Aでは彼らの最初の機関車群に番号と名称の両方を与え、この機関車には1番と(C&Aの最初の社長であるロバート L. スティーブンスに由来する)名称のStevensが与えられた。しかしながら、機関車の通常運行に入ると機関士達はそれをイングランドを擬人化したジョン・ブルに肖ってthe old John Bullと呼び始めた。その後、名称は略されてジョン ブルになり幅広く使用されるようになり、元のStevensの名称は使用されなくなった。
1836年9月にJohn Bullはハリスバーグの運河によって運搬された2輌の客車を牽引して最初にそこで運転された機関車になった。

## 機構の改良と初期の展示

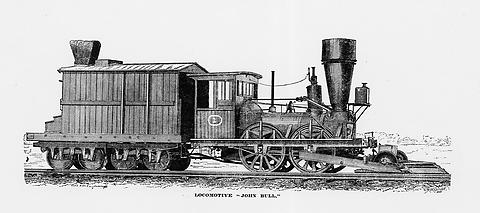
1877年に描かれた「ジョン・ブル」。運転室と煙突の幅が広い事に注意
画像は国立歴史博物館の収蔵品で許諾を得て使用America On The Move).

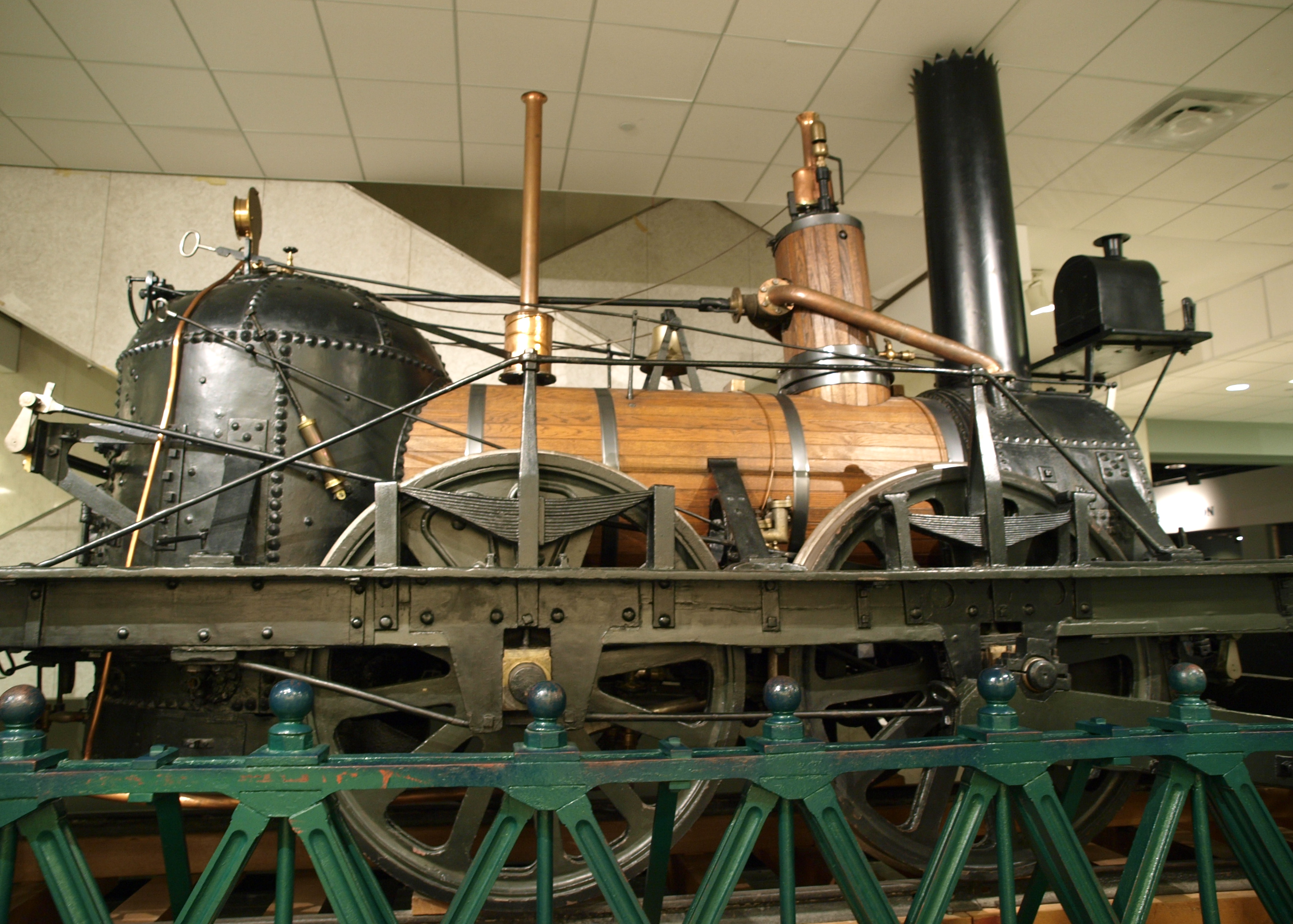
国立アメリカ歴史博物館で展示されるジョン ブル

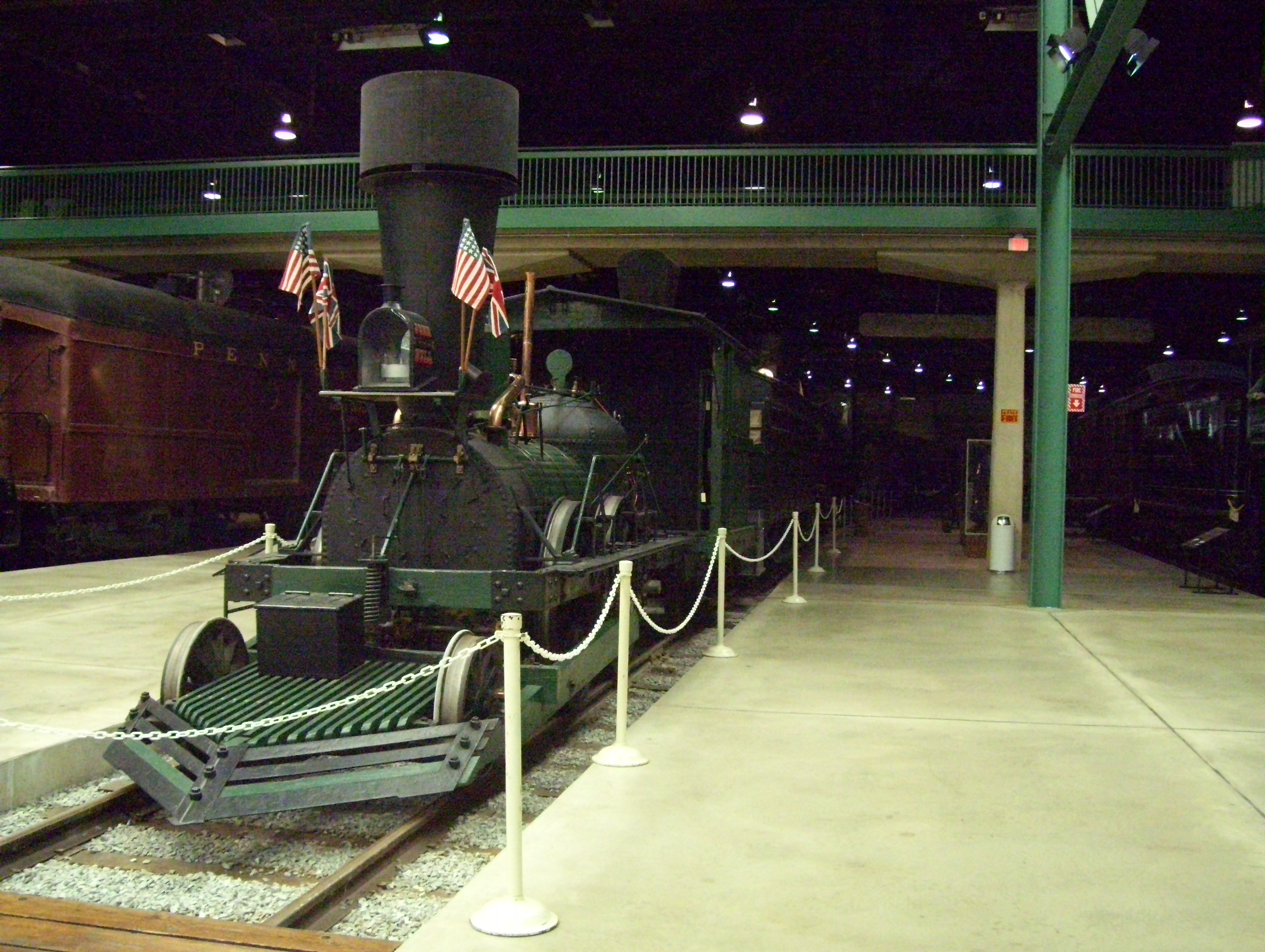
ペンシルベニアで展示されるジョン ブルの複製機

スティーブンソンは元は車輪配置が0-4-0の機関車（0-4-0はホワイト式車輪配置による表記で2組の動輪を備え、非動力の先輪や従輪を備えない蒸気機関車）として製造した。機関車の動力はボイラー下部の2組の先輪と前輪軸の前方間に備えられたピストンから動軸に伝達された。
これらの内側シリンダーの主連棒は前輪軸に伝達するための2車軸の間に備えられる連接棒を備えた後部のクランク軸へ接続された。
製造されたイギリスとは異なり線路状況が劣悪だったので機関車は頻繁に脱線した。C&Aの技術者達は曲線通過時に機関車を案内するために先台車 (無動力の小径の車輪を動輪の前方に配置して機関車の前部の台枠に接続して押す装置)を追加した。先台車の機構は2組の主動輪間の伝達を不要にして後部のみ駆動した。ジョン ブルの車輪配置は4-2-0になった(非動力の2軸を備え、動輪が1軸で従輪は備えない)。 後にC&Aは同様にpilot （"カウキャッチャー"）を先台車に追加した。カウキャッチャーの角度は機関車の前方の軌道上の動物と障害物を排障する角度に組み立てられた。機関車の乗員を天候から保護するためにC&Aは同様に壁と屋根(運転台)を追加した。C&Aの工場の作業員達は同様に安全のためにベルと前照灯を追加した。
入換機として数年間運転された後、定置ボイラーとして使用され、1866年に「ジョン・ブル」は引退してBordentownで保管された。運用の終わり頃に機関車は揚水用のポンプや製材所の動力として使用された。
C&Aはその後、間もなくユナイテッド・ニュージャージー鉄道運河 (1869)に編入され、1871年にペンシルバニア鉄道 (PRR)に買収された。PRRはこの古い機関車を展示会で展示することになり、フィラデルフィアで1876年に開催された建国100周年のフィラデルフィア万国博覧会で展示された。PRRの工場の工員達は"余暇"で機関車を修復した。（いくつかの元の部品は"締め出して" 動く部品に交換した。）煙突は外されて金属製の直線状の管に交換され、運転室の壁と屋根は外された。PRRは1883年に再び機関車をシカゴの鉄道博覧会で展示した。1885年にスミソニアン博物館はPRRから「ジョン・ブル」を博物館で最初の大型機関車の購入として購入した。
オリジナルのJohn Bullはワシントン D.C.の国立アメリカ歴史博物館で展示され、1939年に製造された複製のジョン ブルは2009年時点で運転可能な状態でペンシルベニア鉄道博物館で展示される。